# Little Bad Girl
"Little Bad Girl" é a sexta faixa e o terceiro single do álbum Nothing But the Beat do DJ e produtor David Guetta. Conta com os vocais dos americanos Taio Cruz e Ludacris. "A música é uma grande faixa eletrônica. Eu toco o instrumental dela e sempre a reação das pessoas é sempre maravilhosa. Então se a música já é um grande hit sem os vocais, é um bom sinal", Guetta disse a um jornal britânico. O single foi lançado dia 27 de junho de 2011.

## Videoclipe
No dia 14 de julho saiu um teaser de 38 segundos e logo em seguida no dia 19 disponibilizou o vídeo na sua conta no Vevo.
O vídeo da música "Little Bad Girl" foi dirigido por South Beach, e foi filmado em Miami em 13 de julho de 2011.

### Sinopse
O vídeo da música começa em um hotel com um relógio marcando 4:50, logo em seguida David Guetta apresentando sua profissão DJ em uma balada, logo mais Taio Cruz começa a cantar. O vídeo conta com muitos efeitos especiais e mostra um globo sendo iluminado pelo sol assim todos os participantes da Balada correm as margens do mar para tentar evitar o amanhecer. Rapidamente o Sol desaparece deixando o mundo completamente escuro.
Logo volta a Balada agora com os vocais do Rapper Ludacris no lugar mais alto da balada com uma espécie de corneta. Agora Taio Cruz junta-se a David Guetta e anima mais ainda a Balada. O final do videoclipe acontece quando o sol retorna a clarear o universo e David sai correndo de novo.

## Desempenho nas tabelas musicais

### Posições
| Tabelas musicais (2010)         | Melhor posição |
| ------------------------------- | -------------- |
| Alemanha - Media Control Charts | 22             |
| Áustria - Ö3 Austria Top 75     | 18             |
| Bélgica - Ultratop 50           | 16             |
| França - SNEP                   | 25             |
| Irish Singles Chart             | 25             |
| European Hot 100                | 42             |